# Liste der Biografien/Bonu
Liste der Biografien |
Portal Biografien |
Personensuche
# |
A |
B |
C |
D |
E |
F |
G |
H |
I |
J |
K |
L |
M |
N |
O |
P |
Q |
R |
S |
T |
U |
V |
W |
X |
Y |
Z |
?
 
Ba |
Be |
Bd |
Bg |
Bh |
Bi |
Bj |
Bl |
Bm |
Bn |
Bo |
Br |
Bs |
Bu |
Bw |
By |
Bz
 
Boa–Boc |
Bod |
Boe |
Bof |
Bog |
Boh |
Boi–Bok |
Bol |
Bom |
Bon |
Boo |
Bop |
Boq |
Bor |
Bos |
Bot |
Bou |
Bov–Boz
 
Bona |
Bonc |
Bond |
Bone |
Bonf |
Bong |
Bonh |
Boni |
Bonj |
Bonk |
Bonl |
Bonm |
Bonn |
Bono |
Bonp |
Bonq |
Bonr |
Bons |
Bont |
Bonu |
Bonv |
Bonw |
Bonx |
Bony |
Bonz
Die Liste der Biografien führt alle Personen auf, die in der deutschsprachigen Wikipedia einen Artikel haben. Dieses ist eine Teilliste mit 9 Einträgen von Personen, deren Namen mit den Buchstaben „Bonu“ beginnt.

## Bonu

### Bonuc
- Bonuccelli, Davide (* 1982), italienischer Radrennfahrer
- Bonucci, Alberto (1918–1969), italienischer Schauspieler
- Bonucci, Leonardo (* 1987), italienischer Fußballspieler und -trainerLeonardo Bonucci (* 1987)

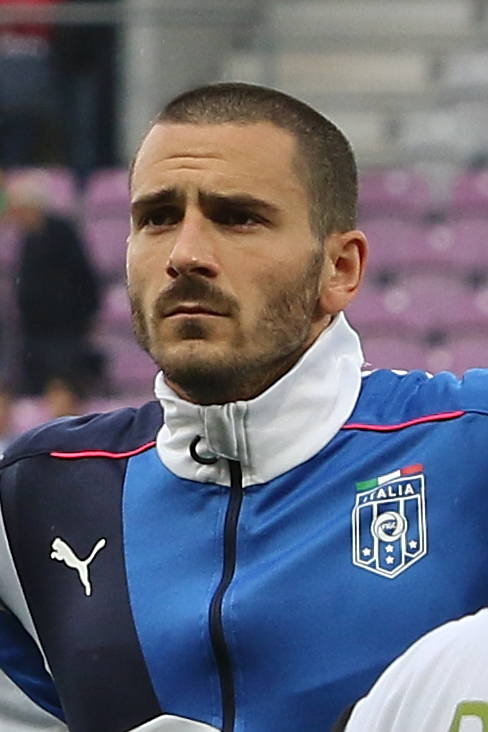
Leonardo Bonucci (* 1987)

### Bonug
- Bonuglia, Maurizio (* 1943), italienischer Schauspieler und Filmregisseur

### Bonus
- Bonus RPK (* 1989), polnischer Rapper und Vertreter der polnischen Street-Rap-Bewegung
- Bonus, Arthur (1864–1941), evangelischer Pfarrer, Vertreter eines germanisierten Christentums
- Bonus, Holger (1935–2012), deutscher Volkswirt
- Bonus, Johannes (1168–1249), italienischer Laienbruder
- Bonus, Petrus, italienischer Alchemist